# Luke Hall (politico)
Luke Hall (Westerleigh, 8 luglio 1986) è un politico britannico, membro del Partito Conservatore. È stato deputato per il collegio di Thornbury and Yate dalle elezioni generali del 2015 fino al 2024.

## Vita
Luke Hall crebbe nel South Gloucestershire, dove lavorò per Lidl dall'età di 18 anni, per divenire poi manager del negozio di Yate.

## Carriera parlamentare
Hall vinse nel collegio di Thornbury and Yate con il Partito Conservatore alle elezioni del 2015, sconfiggendo di misura il deputato liberal democratico e Ministro delle pensioni Steve Webb. Hall siede nella Commissione ambiente del Parlamento..